# Javier Baena
Javier Adrián Baena (Buenos Aires, 5 aprile 1968) è un ex calciatore argentino, di ruolo difensore.